# 建築性能模擬

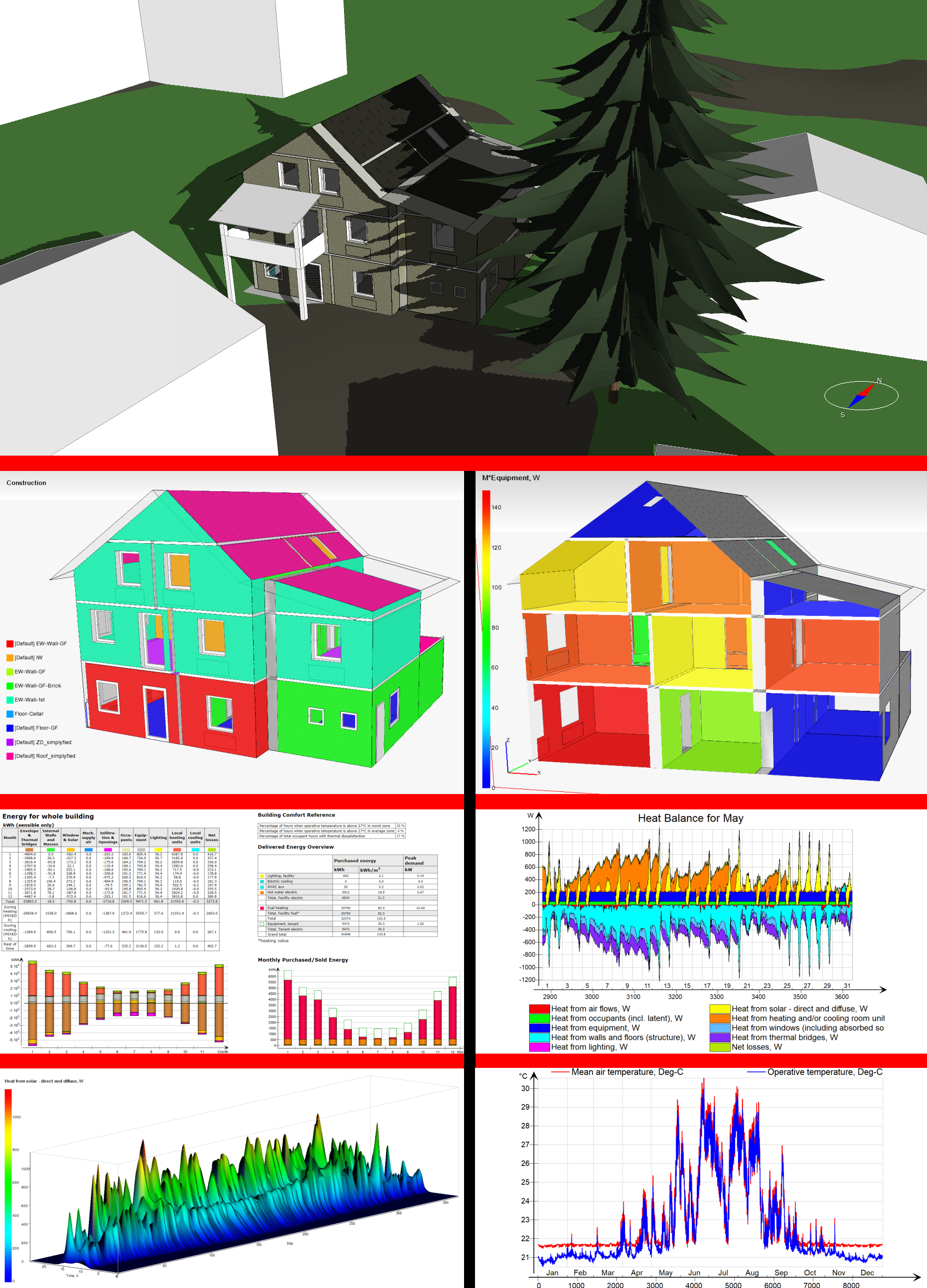
建筑性能模擬模型的输入資料和输出結果。

建筑性能模擬（英文：Building performance simulation，BPS）是電腦模擬领域中的一個子領域，是指使用電腦建立數學模型，來對建築物的物理性能進行電腦模擬。建筑物性能模擬的目的是量化与建筑物的設計、建造、營運和控制等各個方面。建筑性能模拟具有多个子域；最突出的是熱傳模擬、照明模擬、聲學模擬和气流模擬。

## 簡介
从物理角度而言，建筑物是一个非常复杂的物理系统，受各种参数的影响。電腦模擬能够以一種較為可行的、相對較低工作量、較低成本的方式，來量化和比較個個設計方案之間的相对成本和性能。能源需求、室内环境质量（包括热熱舒適性、视觉舒适度、室内空气品質和湿气现象）、 HVAC和可再生能源性能、城市尺度建模、建筑物自动化和运营最佳化等，都是建築性能模擬的重要的研究內容   。
在过去的六十年中，已经有许多建築效能模擬軟體被開發並投入使用。  建築效能模擬领域的核心工具是多领域，动态，整座建筑的模擬工具，可为用户提供关键指标，例如供暖和制冷负荷、能源需求、温度趋势、湿度、热熱舒適性、视觉舒适度、空气污染物，生态影响和成本  。 其中一些軟體僅涵盖建築性能模擬的某些部分，如气候分析、热舒适性、能量计算、中央單元建模、日光模擬等。
典型的建築模擬模型輸入值包含当地天气；建筑几何；建筑外殼隔熱性能；内部热量来自照明、居住者和设备所產生的熱； HVAC系统规格；操作时间表和控制策略。 在建築性能模擬工具之间，输入的难易程度和输出数据的可视化程度差异很大。先进的整体建筑模拟工具能够以不同的方式以某种方式考虑以下所有方面。

### 建築模擬所需的输入数据
- 气候：周围空气温度，相对湿度，太阳直射和漫射辐射，风速和风向。
- 地点：建筑物的位置和方向，地形和周围建筑物的阴影，地面物理性質。
- 建築几何：建筑形状和区域几何。
- 建築外殼：材料和结构，窗户和遮陰（如採光罩）、热桥、渗透和开口等，這些都會影響建築外殼的隔熱性。
- 内部熱取得：照明設備、室內人員和家電设备都會產生熱，因此模擬時需要輸入設備操作時程表及人員占用時程表。
- 通风系统：空气的输送和调节（加热，冷却，加湿），如對外通風扇。
- 房间單元：各個房間的供暖、制冷和通风單元，如個別空調系統（即非中央空調冷氣）。
- 中控單元：用于将能源转化，存储和输送到建筑物的中央单元，如中央空調等。
- 控制：用于开窗装置、遮光装置、通风控制系统、中控组件等。

### 建築模擬所輸出之关键指标
- 温度趋势：在区域，表面，建筑层中，用于热水或冷水的供应或在双层玻璃幕墙中
- 舒适度指标：如PMV和PPD ，辐射温度不对称，CO 2浓度，相对湿度
- 热平衡：适用于区域，整个建筑物或单个工厂组件
- 负载曲线：用于加热和冷却需求，设备和照明的电流曲线
- 能源需求：用于加热，冷却，通风，照明，设备，辅助系统（如泵，风扇，电梯）
- 日光可利用性：在某些区域，在不同时间点，外部条件各不相同

其他建築模擬之應用
- 系统规模之預測：用於評估該建築暖通空調组件的噸數，例如空气处理单元，热交换器，锅炉，冷却器，储水箱，热泵和可再生能源系统。過高的冷氣噸數會造成不必要的能源消耗；過低的冷氣噸數會無法滿足建築熱舒適性需求。
- 优化控制策略：设置用于遮光，开窗，加热，冷却和通风的控制器，以提高操作性能。

## 历史
建築性能模擬的歷史大约跟電腦的發展歷史一樣長。早期发展始于1950年代末和1960年代初的美国和瑞典。在此期间，引入了幾種穩態计算来分析單個系统组件（例如燃气鍋爐）的方法。最早的建筑模擬工具是BRIS ，由斯德哥尔摩皇家技术学院于1963年所推出。 直到1960年代后期，已經開發了幾個可計算逐時數值的模型，開發重點集中於能量評估和暖通空調耗能計算。到了1970年代初，開發出一系列更强大的模擬引擎，其中包括BLAST，DOE-2， ESP-r ，HVACSIM+和TRNSYS 等。 在美国，1970年代的能源危機 加快了這方面的研究發展，因为减少國內建筑物的能源消耗已成为迫切的政策需求。能源危机也造成了美国建筑能源标准的制定，如ASHRAE 90-75。 
建筑模拟的发展代表了学术界，政府机构，行业和专业组织之间的共同努力。在过去的几十年中，建築模擬已经发展成为一個獨立领域，为建筑性能评估提供獨特的專業知識、方法和工具   。
在1980年代，一群领先的建筑模拟专家开始讨论建築效能模擬的未来方向。人們一致認為，當時開發的大多數工具在結構上都過僵化，無法適應将来需要的改進和靈活性。 大约在这个时候，开发了第一个基于方程式的建筑仿真环境ENET  ，这为SPARK提供了基础。 1989年，Sahlin和Sowell提出了一种用于构建仿真模型的中性模型格式（NMF），如今已在商业软件IDA ICE中使用。 四年后，克莱因（Klein）推出了工程方程求解器（EES）  ，1997年，马特森（Mattsson）和埃尔姆奎斯特（Elmqvist）报告了国际上为Modelica设计的努力。 
建築性能模擬仍然面臨種種挑戰， Clarke（2015）用以下最重要的任务描述了建築性能模擬的未来愿景，全球建筑性能模擬社群應解决这些最重要的任务 。
- 更好的概念推廣
- 输入数据的標准化和模型庫的可得性
- 标准绩效评估程序
- 在實際應用中更好地利用建筑性能模擬
- 建筑性能模擬的操作支持和錯誤排除
- 教育，培训和用户认可

## 准确性
在建筑物模擬領域中，误差是指模拟结果与建筑物的实际测量性能之间的差异。建筑物设计和建筑物评估中通常会出现不确定性，这些不确定性通常源于模型输入的近似值，如人員佔用程度。校准是指“调整”或调整假定的模拟模型输入以匹配来自公用事业或建筑物管理系统（BMS）的观测数据的过程   。
在过去十年中，涉及建筑物建模和模擬准确性的出版物数量大大增加。许多论文报告了模擬结果和测量结果之间的巨大差距    ，而另一方面，其他研究則表明模擬结果和测量结果高度相符    。建築性能模擬结果的可靠性取决于许多不同的因素，例如，输入数据的品質、 操作工程师的能力以及模擬引擎中所使用的演算法  。 de Wilde（2014）概述了从设计阶段到运营的性能差距，该原因可能引起广泛讨论，而Zero Carbon Hub（2013）则提供进度报告。两者都得出上述因素是BPS的主要不确定因素  。
ASHRAE标准140-2017“评估建筑能耗分析计算机程序的标准测试方法（ANSI批准）”提供了一种方法，可以验证计算热性能的计算机程序的技术能力和适用范围。  ASHRAE准则4-2014提供了用于模型校准的性能指标标准。 所使用的性能指标为归一化平均偏差（NMBE），均方根误差（RMSE）的变异系数（CV）和R 2 （确定系数）。 ASHRAE建议校准后的模型的R 2大于0.75。 NMBE和CV RMSE的标准取决于是否每月或每小时都可获得测量数据。

## 技术方面
考虑到建筑能耗和质量流量的复杂性，通常无法找到解析解，因此模拟软件采用其他技术（例如响应函数方法或有限差分或有限体积法等数值方法）作为近似值。 当今大多数建筑物模拟程序中的大多数都使用命令式编程语言来制定模型如C / C ++ ， Fortran或MATLAB / Simulink等。在此类程序中，通常通过将求解过程作为实际模型方程式的一部分，将模型方程式与求解方法紧密联系。 命令式编程语言的使用限制了模型的适用性和可擴展性。使用符号微分代数方程（DAE）和通用求解器的模擬引擎可提供更大的灵活性，这些通用求解器可提高模型的重用性，透明度和准确性。由于其中一些发动机已经开发了20多年，如IDA ICE，并且由于基于方程式建模的关键优势，这些模擬引擎可以视为最先进的技术 。

## 应用领域
可以为新建筑物或现有建筑物开发建筑物模拟模型。建筑性能模拟的主要用途类别包括： 
- 建筑设计：定量比较设计或翻新选项，以提供更节能的建筑设计
- 暖通空调设计：计算热负荷以确定机械设备的尺寸，并帮助设计和测试系统控制策略
- 建筑性能等级：展示基于性能的能源法规，绿色认证和经济激励措施
- 建筑存量分析：支持制定能源法规和标准，并计划大规模的能源效率计划
- 計算流體力學在建築方面的應用：模拟边界条件，例如表面热通量和表面温度，用于随后的CFD研究[40]

## 軟體工具
詳見建築能耗模擬軟體。

## 建築性能模擬的實踐
自1990年代以来，建筑性能模拟已经从主要用于研究的方法过渡到主流工业项目的设计工具。但是，不同国家的利用率仍然相差很大。诸如LEED （美国）、 BREEAM （英国）或DGNB （德国）之类的建筑认证计划证明是BPS寻求更广泛应用的良好动力。另外，允许基于建築性能模擬进行分析的国家建筑标准对于增加工业应用也有很好的帮助，例如在美国（ ASHRAE 90.1 ） 、瑞典（BBR） 、瑞士（SIA） 和英国（NCM） 。
瑞典建筑法规的独特之处在于，必须在建筑运营的前两年内通过测量来验证计算的能源使用量。自2007年法規施行以来，根據統計建模人员偏好高度详细的模擬模型，以求有效达到所需的精確度。